# Convertidor de retroceso

Fig. 1: Diagrama del convertidor flyback.

El convertidor de retroceso (en inglés flyback converter) es un convertidor DC a DC con aislamiento galvánico entre entrada y salida. Tiene la misma estructura que un convertidor reductor-elevador con dos bobinas acopladas en lugar de una única bobina; erróneamente, se suele hablar de un transformador como elemento de aislamiento pero, en realidad no es así, puesto que un transformador no almacena más que una mínima parte de la energía que maneja mientras que el elemento inductivo del retroceso almacena toda la energía en el núcleo magnético. Esta es la razón por la que el dispositivo inductivo de este tipo de convertidores es mucho más voluminoso para una misma frecuencia de conmutación que el de otros convertidores con aislamiento que sí usan transformador de verdad como los push-pull y los puentes. Por este motivo, este convertidor sólo se usa en aplicaciones de baja potencia. Otro problema frecuente es el efecto negativo de la inductancia de dispersión que causa sobretensiones importantes en el interruptor controlado con lo que su uso queda limitado a aplicaciones de baja tensión de entrada, salvo que se usen redes de para amortiguación.

## Estructura y funcionamiento

Fig. 2: Los dos estados de un convertidor de retroceso. (a) La energía se transfiere de la fuente al núcleo mediante el devanado primario y del condensador a la carga. (b) la energía se transfiere del núcleo magnético al condensador y a la carga mediante el devanado secundario y el diodo.

El diagrama del convertidor de retroceso se muestra en la figura 1. Como se ha mencionado antes, es equivalente a un convertidor reductor-elevador con dos bobinas acopladas en lugar de una. Por lo tanto, el principio de funcionamiento de ambos es similar:
- Cuando el interruptor está activado (diagrama superior de la figura 2), la bobina primaria está conectada directamente a la fuente de alimentación. Esto provoca un incremento del flujo magnético en el núcleo. La tensión en el secundario es negativa, por lo que el diodo está en inversa (bloqueado). El condensador de salida es el único que proporciona energía a la carga.
- Cuando el interruptor está abierto (diagrama inferior de la figura 2) la energía almacenada en el núcleo magnético es transferida a la carga y al condensador de salida.

## Limitaciones
- La transferencia de energía requiere un núcleo mayor que otros convertidores ya que no se trata de un transformador sino de bobinas acopladas.
- Comparado con otras topologías, el interruptor controlado debe soportar tensiones más elevadas.

## Aplicaciones
- Fuentes de alimentación conmutadas de baja potencia como cargadores de baterías de teléfonos móviles, fuentes de alimentación de PC, etc.
- Generación de grandes tensiones para tubos de rayos catódicos en televisiones y monitores...
- Sistemas de ignición en motores de combustión interna.